# Spoorlijn Dieppe - Fécamp
De Spoorlijn Dieppe - Fécamp was een Franse spoorlijn van Dieppe naar Fécamp. De lijn was 70,4 km lang en heeft als lijnnummer 357 000.

## Geschiedenis
De lijn werd in gedeeltes geopend door de Compagnie des chemins de fer de l'Ouest, van Saint-Vaast-Bosville naar Cany op 11 juli 1880, van Dieppe naar Saint-Vaast-Bosville op 20 februari 1898 en van Cany naar Fécamp op 25 oktober 1900. 
Reizigersverkeer werd opgeheven op 2 oktober 1938. Goederenverkeer is in gedeeltes opgeheven vanaf 1975, daarna is de lijn opgebroken. 

## Aansluitingen
In de volgende plaatsen is of was er een aansluiting op de volgende spoorlijnen:
Petit-Appeville
RFN 350 000, spoorlijn tussen Malaunay-Le Houlme en Dieppe
Saint-Vaast-Bosville
RFN 358 000, spoorlijn tussen Motteville en Saint-Valery-en-Caux
Fécamp
RFN 359 000, spoorlijn tussen Bréauté-Beuzeville en Fécamp

## Galerij

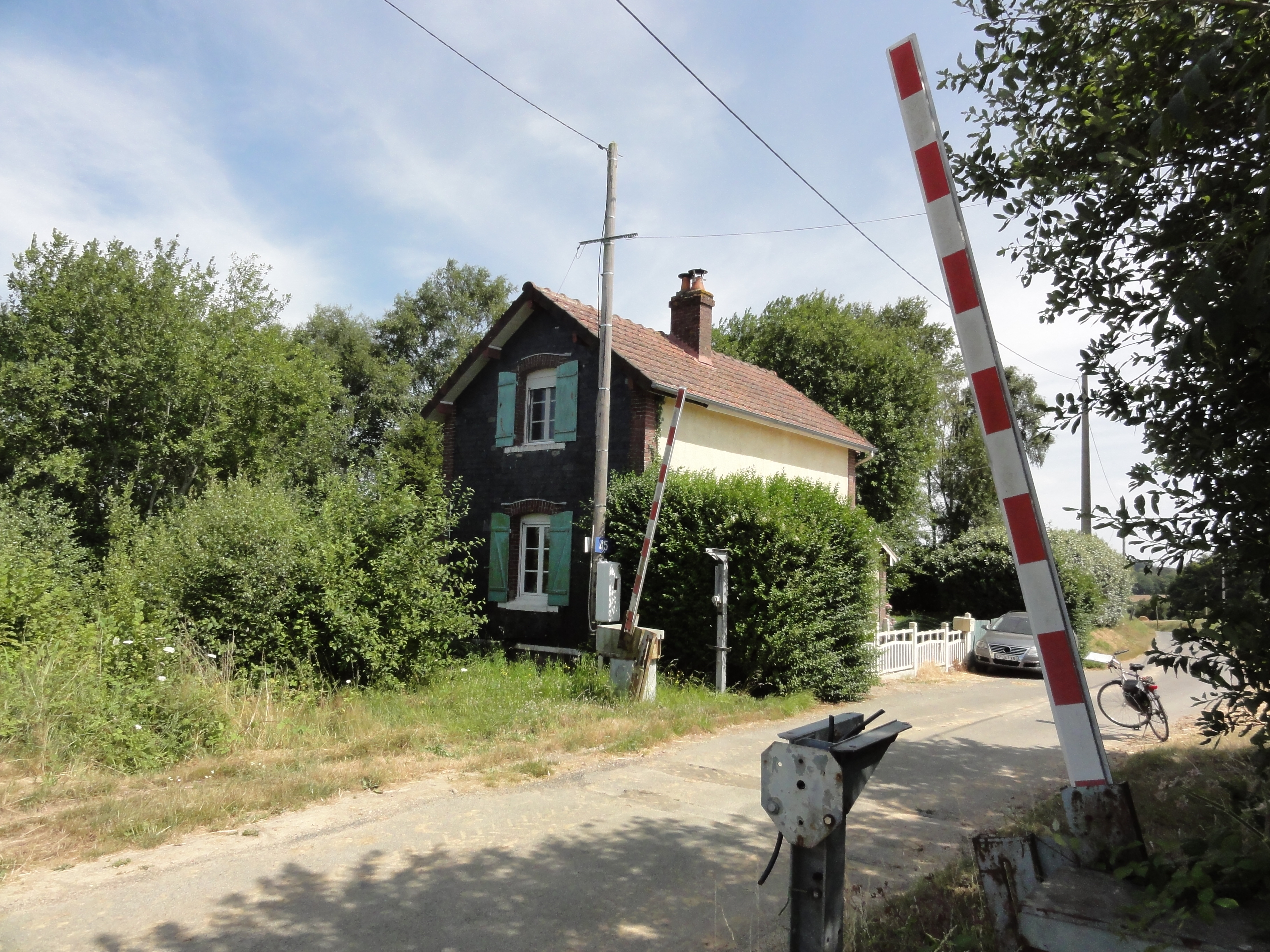
Kruising met de Route du Calvaire in Saint-Vaast-Dieppedalle